# Battaglia di Bologna
La battaglia di Bologna fu combattuta a Bologna, in Italia, dal 9 al 21 aprile 1945 durante la seconda guerra mondiale, come parte dell'offensiva della primavera 1945 sul fronte italiano. Le forze alleate del II Corpo polacco, dell’8a Armata Britannica, della 5s armata americana e dell'esercito italiano liberarono la città il 21 aprile.

## Contesto bellico

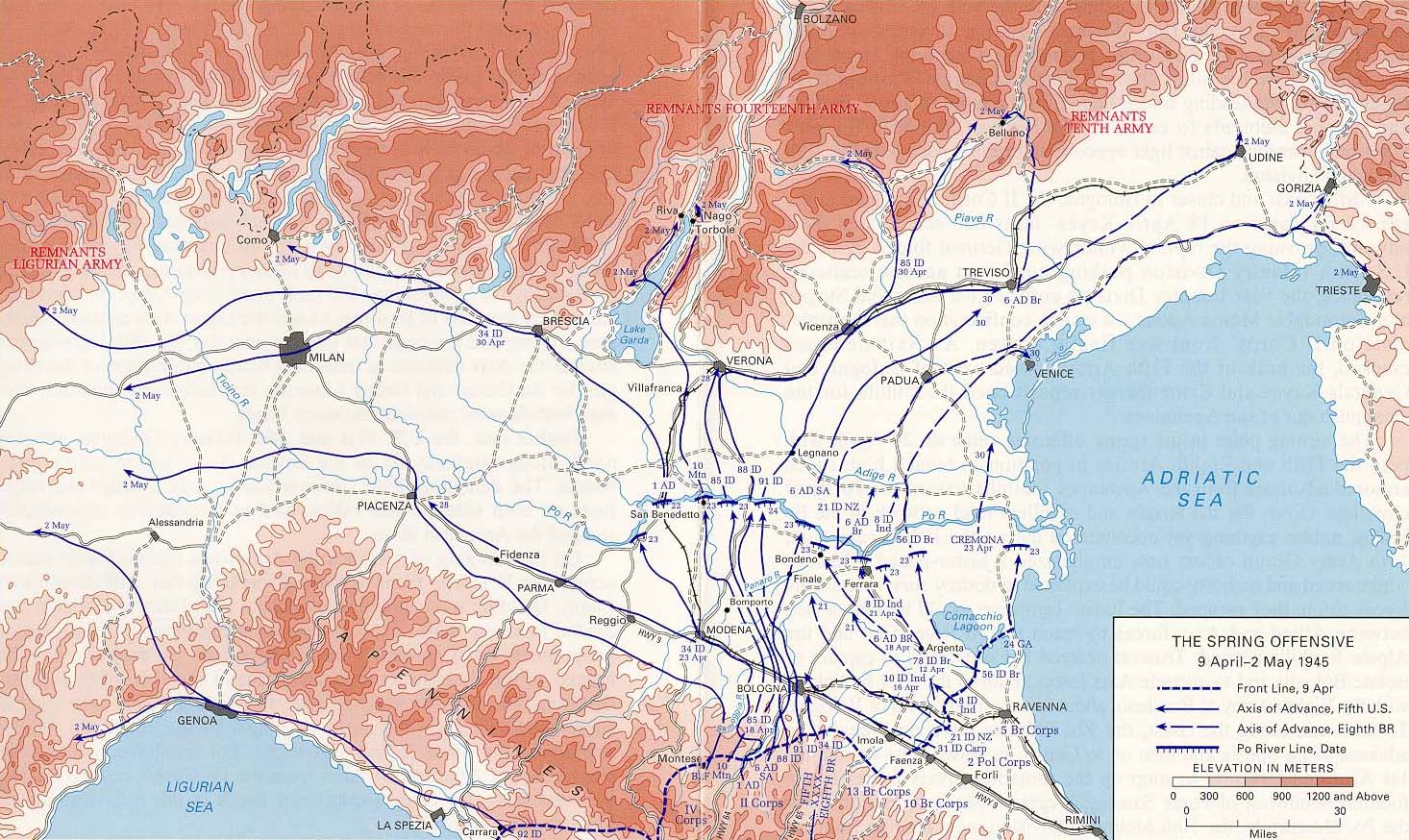
Offensiva alleata di primavera: Italia 1945, 9 aprile - 2 maggio. Questa mappa mostra l'avanzata del II Corpo polacco su Bologna

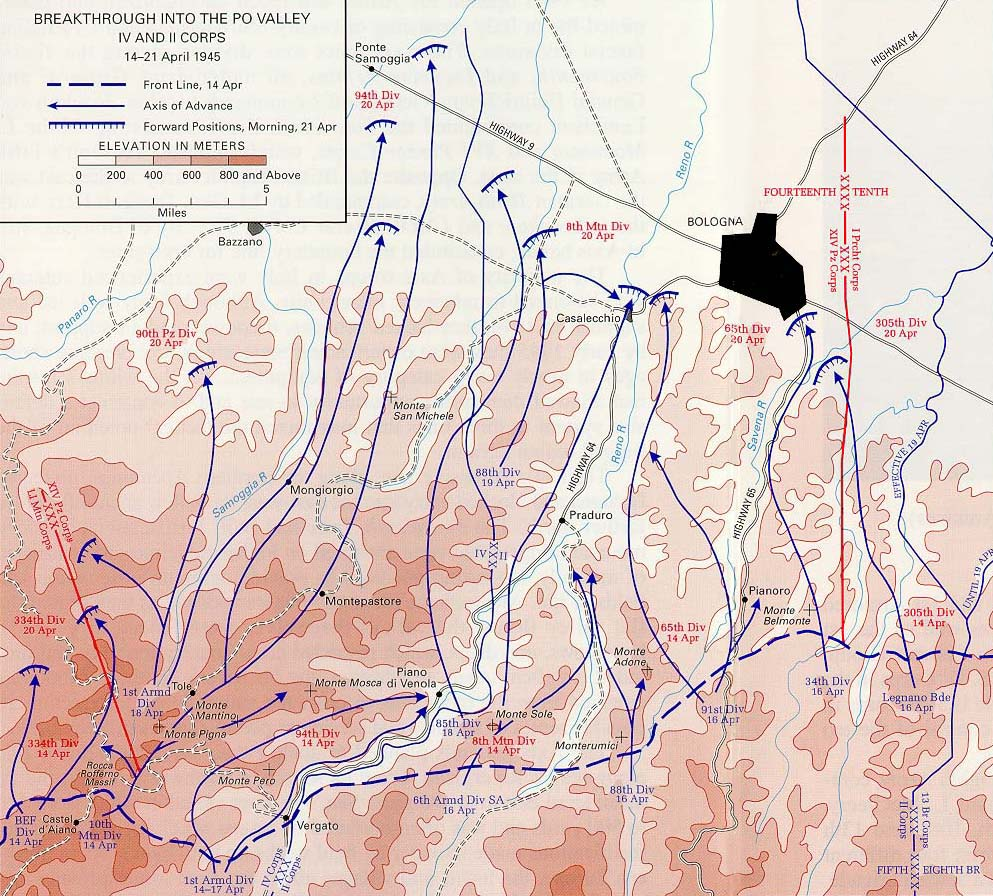
Mappa dello sfondamento del IV e II Corpo degli Stati Uniti nella Pianura Padana, aprile 1945 (questa mappa mostra le operazioni nella regione di Bologna, 14-21 aprile 1945, ma non sembra mostrare alcuna operazione di truppe non statunitensi nella regione)

Nel marzo 1945 gli Alleati stavano preparando una nuova offensiva, Operazione Buckland, nell'Italia settentrionale. La presa di Bologna, importante snodo di comunicazione nazionale, rientrava nell'ambito di tale offensiva. Le forze alleate incaricate di ciò erano composte dalla 5ª Armata statunitense (II Corpo, 6ª Divisione corazzata sudafricana) e dalla 8ª Armata britannica (che per quella parte del teatro, era composta dal V Corpo e dal II Corpo polacco). Le unità tedesche che difendevano l'area erano composte dalla 26ª Divisione Panzer del XIV. Panzerkorps, dalla 1. Fallschirmjäger-Division e dalla 4. Fallschirmjäger-Division del I Corpo paracadutisti. Le difese tedesche in quella regione facevano parte del Gruppo d'armate C, che difendeva la Linea Paula.
Il morale delle forze polacche fu indebolito dall'esito della Conferenza di Jalta, conclusasi l'11 febbraio, in cui i britannici e gli statunitensi, senza consultarsi con i polacchi, avevano deciso di dare una parte importante dei territori polacchi del 1921-1939 all'Unione Sovietica. Una delle tre divisioni polacche, la 5ª divisione di fanteria Kresowa, aveva preso il nome dalla regione di Kresy, che ora era stata assegnata ai sovietici nella sua interezza. Quando il comandante polacco del II Corpo, il generale Władysław Anders, chiese il ritiro della sua unità dalla linea del fronte, Winston Churchill gli disse che "voi [i polacchi] non siete più necessari", ma i comandanti statunitensi e britannici di prima linea, i generali Richard McCreery, Mark Wayne Clark e il feldmaresciallo Harold Alexander, chiesero ad Anders che le unità polacche rimanessero nelle loro posizioni, poiché non avevano truppe per sostituirle. Anders alla fine decise di mantenere impegnate le unità polacche.

## Ordine di battaglia

### Alleati
5ª Armata degli Stati Uniti
II Corpo
6ª Divisione corazzata sudafricana
Forze aeree dell'esercito degli Stati Uniti
62ª Ala da caccia
1º squadrone di caccia brasiliano
8ª Armata britannica
V Corpo
II Corpo polacco
Maggior generale Zygmunt Bohusz-Szyszko (comandante ad interim)
- Corpi delle truppe
  - Gruppo d'armate artiglieria polacca
  - 54º reggimento super pesante Royal Artillery (una batteria)
  - 7ª Brigata corazzata britannica (sotto comando)
  - 43ª Brigata di fanteria autocarrata Gurkha (sotto comando)
  - 14º/20º Ussari (veicoli corazzati Kangaroo) (sotto comando)
- 3ª Divisione fucilieri dei Carpazi polacca (maggior generale Bolesław Bronisław Duch)
  - 1ª Brigata Fucilieri dei Carpazi
  - 2ª Brigata Fucilieri dei Carpazi
  - 3ª Brigata Fucilieri dei Carpazi
- 5ª Divisione di fanteria polacca Kresowa (maggior generale Nikodem Sulik)
  - 5ª Brigata di fanteria Wilenska
  - 6ª Brigata di fanteria Lwowska
  - 4ª Brigata di fanteria Wolwyn
- 2ª Brigata corazzata polacca (generale di brigata Bronisław Rakowski)

### Tedeschi
XIV. Panzerkorps
26. Panzer-Division
65ª Divisione di fanteria
I. Fallschirmkorps (comandante Richard Heidrich)
1. Fallschirmjäger-Division
4. Fallschirmjäger-Division

## Battaglia

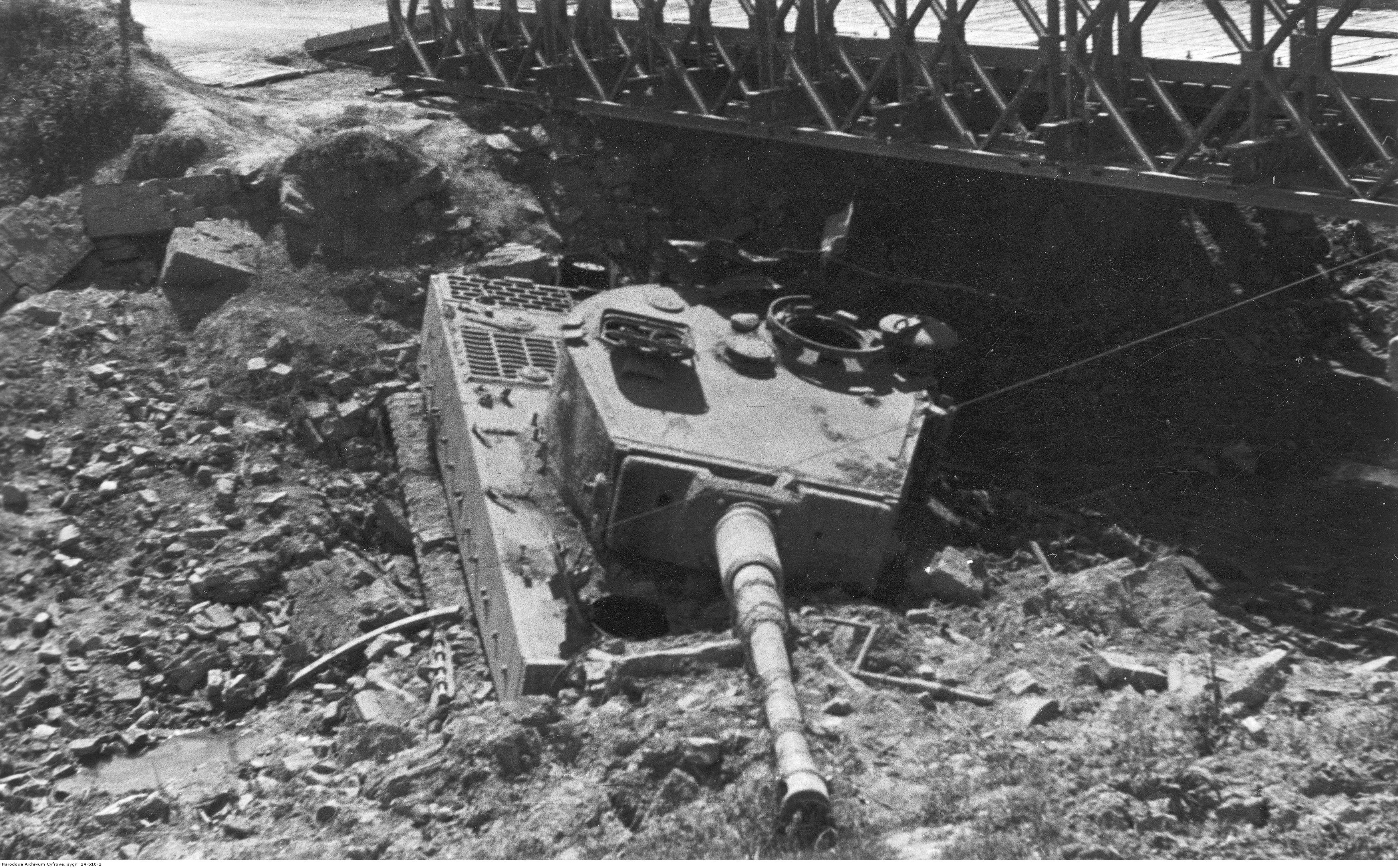
Panzer VI Tiger I tedesco distrutto vicino al canale di Medicina nell'aprile 1945

L'offensiva su Bologna iniziò il 9 aprile alle 4:00 ora locale, con un importante bombardamento aereo e di artiglieria di 400 cannoni che sparavano sulle posizioni tedesche, seguito da un'avanzata delle forze di terra la sera stessa. Il fuoco amico causò vittime: i bombardieri statunitensi quel giorno uccisero 38 soldati polacchi che avanzavano. Le unità statunitensi e britanniche ingaggiarono i fianchi tedeschi, mentre le unità polacche irruppero in città. Il 10 aprile le forze polacche respinsero i tedeschi dal fiume Senio. Dal 12 al 14 aprile le forze polacche combatterono contro i tedeschi sul fiume Santerno e conquistarono Imola. Dal 15 al 16 aprile i polacchi combatterono al fiume Sillaro e al canale di Medicina. Il 17 aprile il comandante dell'VIII Armata ordinò alle forze polacche di proseguire la loro spinta verso Bologna da est. La città doveva essere inizialmente presa dalle truppe statunitensi della V Armata che avanzavano da sud.

Le truppe alleate entrano a Bologna il 21 aprile 1945

Il 21 aprile la 3ª Brigata Fucilieri dei Carpazi della 3ª Divisione di Fanteria dei Carpazi polacca entrò in città, dove combattevano ancora solo unità tedesche isolate. Un'altra fonte attribuisce l'ingresso alla 5ª Divisione Kresowa polacca. Alle 6:15 i polacchi avevano messo in sicurezza la città, esponendo le bandiere polacche a Palazzo d'Accursio e alla torre degli Asinelli, la torre più alta della città. La popolazione italiana locale accolse i polacchi come i loro liberatori. Alle 8:00 arrivarono in città i carri armati statunitensi (sudafricani) seguiti dai partigiani italiani della Brigata Maiella e dal Gruppo di Combattimento "Friuli" comandato dal generale Arturo Scattini dell'Esercito Cobelligerante Italiano.

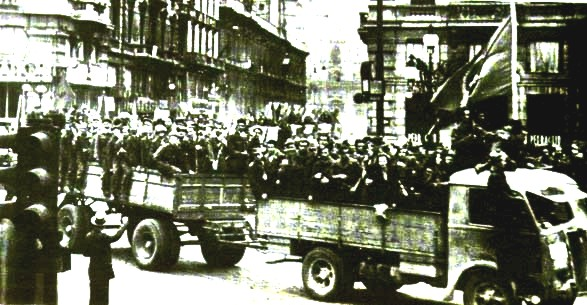
Partigiani sfilano su automezzi a Bologna il 21 aprile 1945

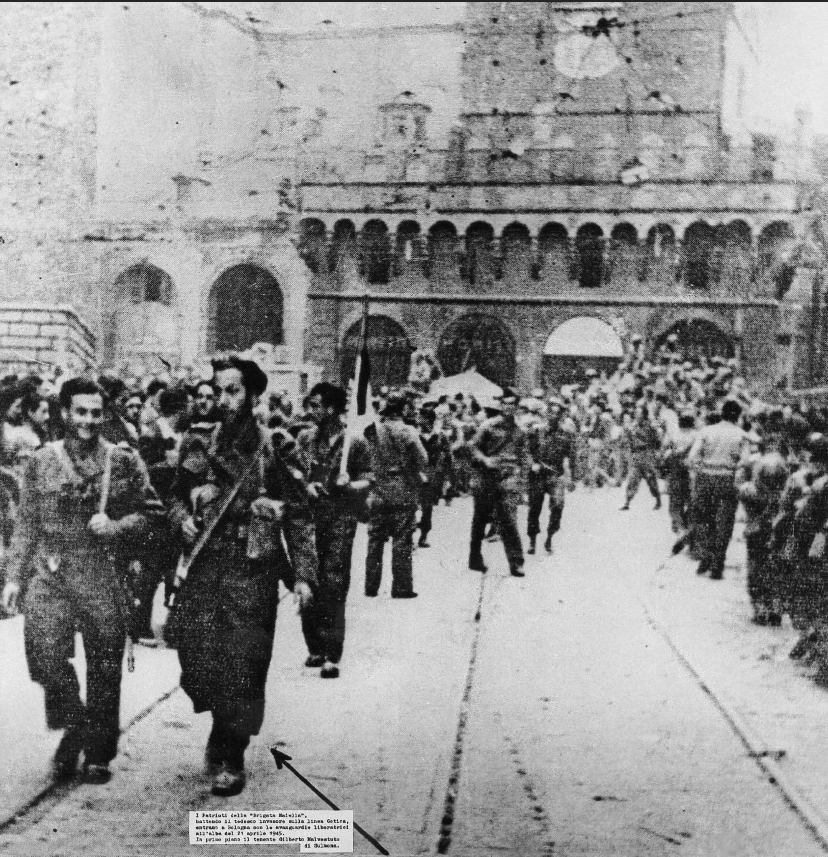
La Brigata Maiella entra tra le primissime truppe liberatrici a Bologna all'alba del 21 aprile 1945. Nella foto, indicato dalla freccia, Gilberto Malvestuto, comandante della Sezione Mitraglieri della Compagnia Pesante Mista

## Conseguenze

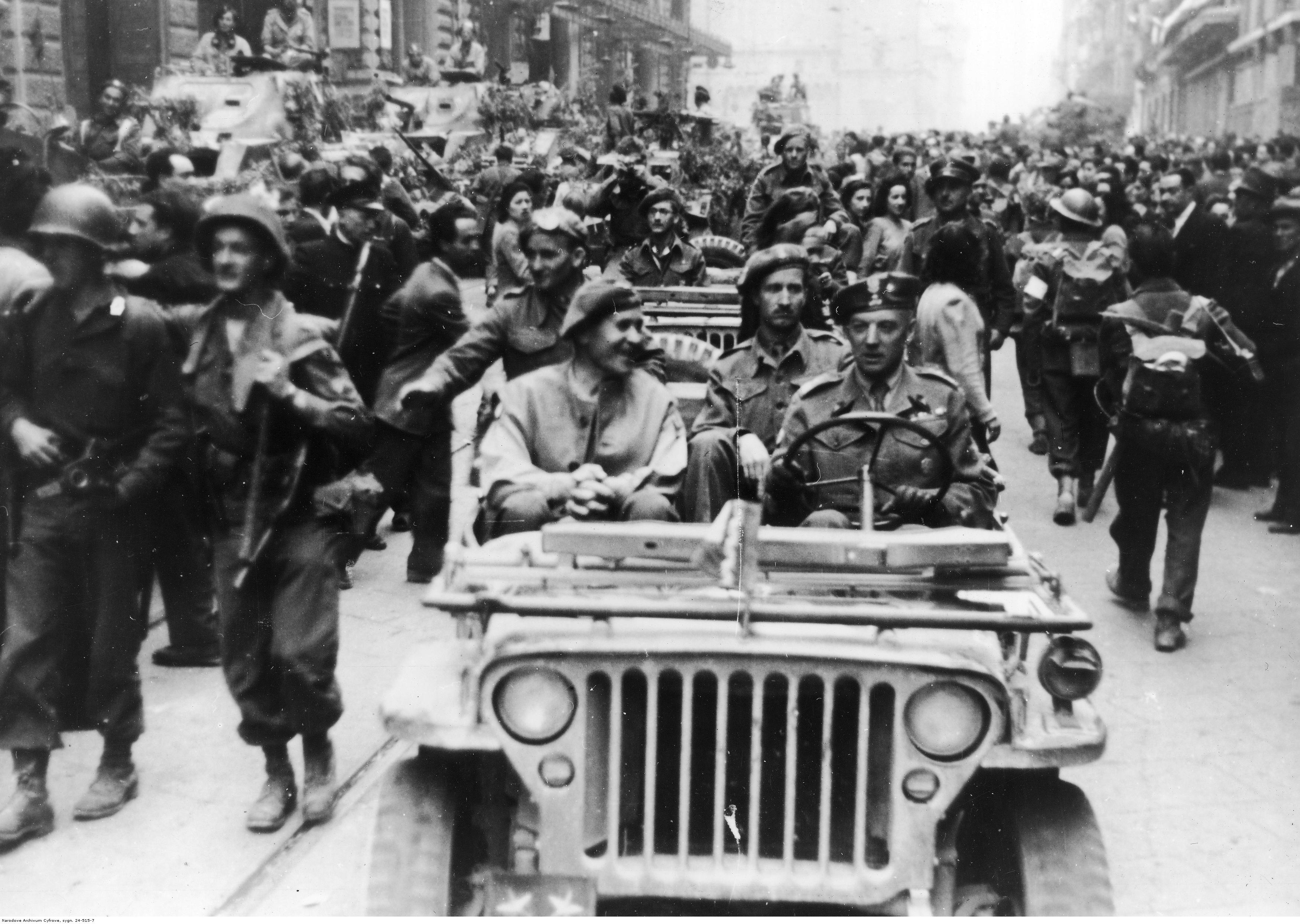
Le truppe del II Corpo polacco entrano a Bologna. In macchina i generali Zygmunt Bohusz-Szyszko e Klemens Rudnicki (al volante)

La battaglia di Bologna fu l'ultima battaglia del II Corpo d'armata polacco, che fu portato fuori dal fronte il 22 aprile. Le truppe statunitensi e britanniche completarono l'accerchiamento delle forze tedesche a nord del fiume Reno, l'8ª Divisione indiana attraversò il Po e le forze tedesche in Italia capitolarono il 29 aprile. Il II Corpo polacco, comandato dal generale Zygmunt Bohusz-Szyszko, subì 234 morti e 1 228 feriti su 55 780 membri del personale di prima linea.
Le divisioni tedesche furono lasciate allo sbando e, con l'avvicinarsi della fine della guerra, molte si divisero in piccoli gruppi per ritirarsi attraverso il Po e cercare di raggiungere i valichi in Germania. La 65ª Divisione di fanteria perse il suo comandante, il maggior generale Hellmuth Pfeifer, negli ultimi giorni di guerra mentre cercava di dirigersi a nord con i resti del quartier generale della divisione.